# Obchod se zvířecími potřebami

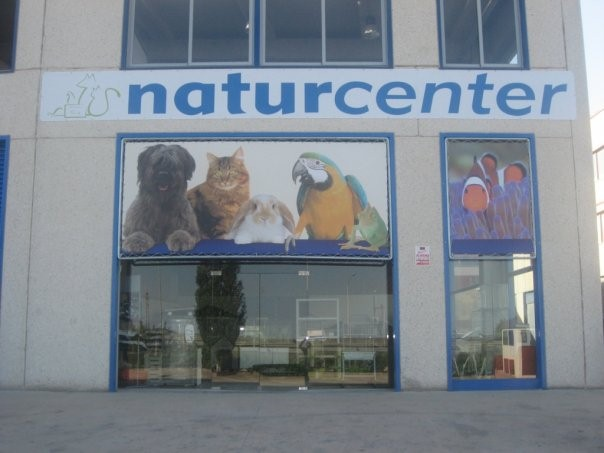
Obchod společnosti Natur Center ve Španělsku

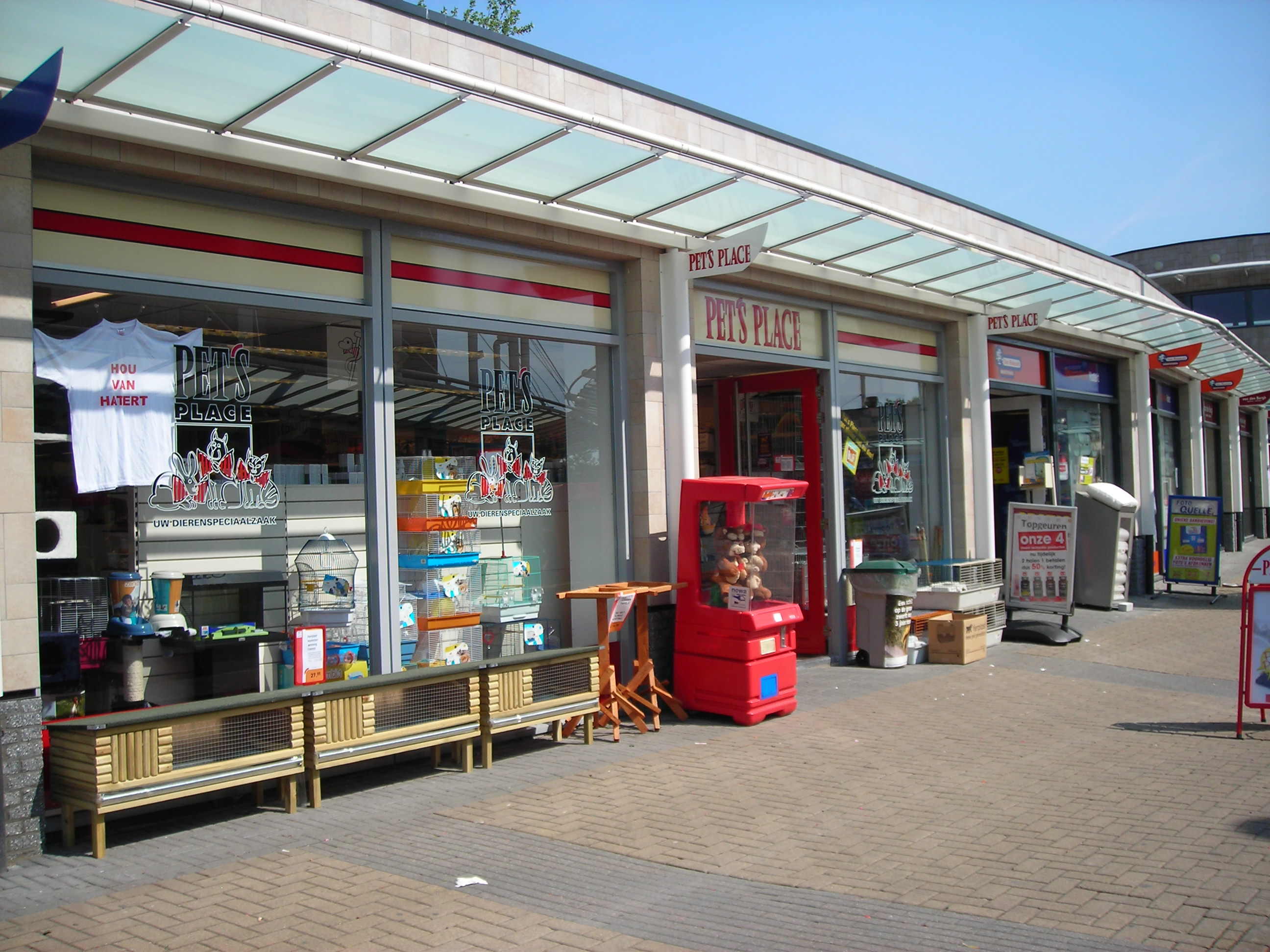
Obchod společnosti Pet's Place ve městě Nijmegen v Nizozemsku

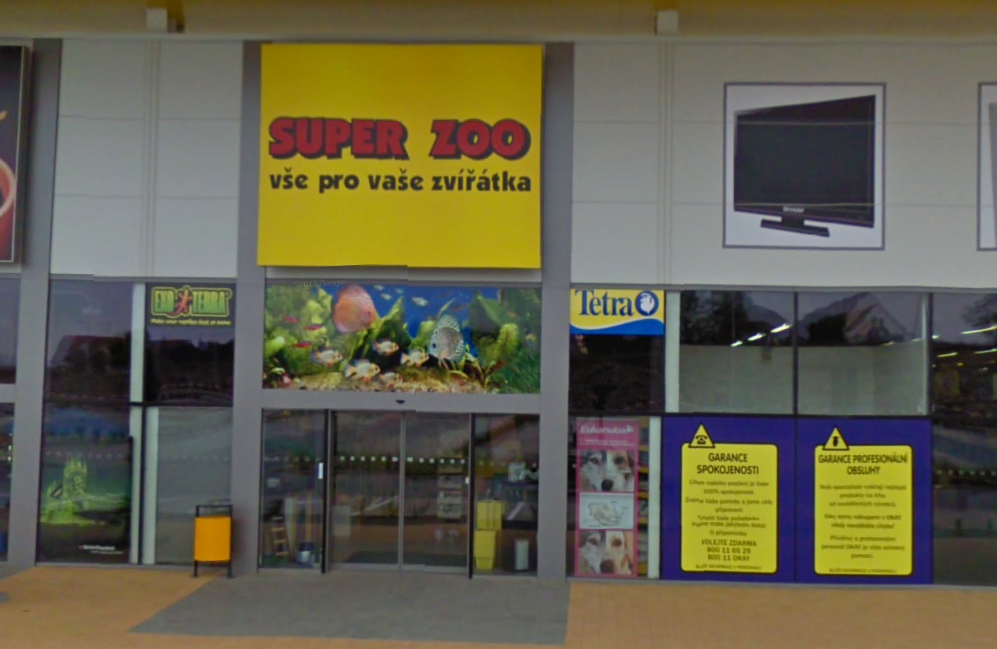
Prodejna Super Zoo v Třebíči

Obchod se zvířecími potřebami (též obchod se zvířaty nebo zverimex podle dřívější firmy prodávající tyto potřeby) je typ obchodu nabízejícího domácí zvířata a potřeby pro jejich chov.

## Sortiment

### Domácí zvířata
Zverimexy obvykle nabízejí zvířata k chovu, nejčastěji akvarijní rybičky, menší papoušky (andulky, aga-pornise), menší hlodavce (potkany, morčata, myši, křečky), menší plazy (leguány, chameleony, menší hady, agamy), pavouky, želvy atd. Větší zvířata, jako například psi a kočky, se v obchodech většinou neprodávají, prodávají se většinou v soukromých chovech nebo chovatelských centrech, případně v tzv. nelegálních množírnách.

### Zvířecí potřeby
Zverimexy nabízejí veškeré vybavení potřebné pro chov zvířat v domácích podmínkách:
- krmivo a pamlsky: např. granule, konzervy, živá potrava jako např. cvrčci, mouční červi, sarančata, kobylky apod.
- hračky: např. míčky, pískací hračky, přetahovací hračky apod.
- obojky, vodítka
- stelivo: hobliny, piliny apod.
- klece, akvária, budky, přepravky, psí cedule atd.

## Obchody
Obchody se zvířecími potřebami mohou být buďto samostatné budovy, nebo součásti supermarketů. V některých státech jsou obchody se zvířecími potřebami na ulici nebo ve stáncích. V Česku působí především společnosti Zvěrokruh, PetCenter a Super Zoo.